# Epichrysocharis
Epichrysocharis is een geslacht van vliesvleugeligen uit de familie Eulophidae. De wetenschappelijke naam van dit geslacht is voor het eerst geldig gepubliceerd in 1913 door Girault.

## Soorten
Het geslacht Epichrysocharis omvat de volgende soorten:
- Epichrysocharis aligherini (Girault, 1922)
- Epichrysocharis burwelli Schauff, 2000
- Epichrysocharis fusca (Girault, 1913)
- Epichrysocharis nigriventris (Girault, 1913)